# Hammartjärnen (Ramsbergs socken, Västmanland)
Hammartjärnen är en sjö i Lindesbergs kommun i Västmanland och ingår i Norrströms huvudavrinningsområde. Sjön har en area på 0,121 kvadratkilometer och ligger 256,5 meter över havet. Sjön avvattnas av vattendraget Hedströmmen.

## Delavrinningsområde
Hammartjärnen ingår i det delavrinningsområde (664717-146972) som SMHI kallar för Inloppet i Långvattnet. Medelhöjden är 273 meter över havet och ytan är 1,74 kvadratkilometer. Räknas de 4 avrinningsområdena uppströms in blir den ackumulerade arean 48,47 kvadratkilometer. Hedströmmen som avvattnar avrinningsområdet har biflödesordning 3, vilket innebär att vattnet flödar genom totalt 3 vattendrag innan det når havet efter 252 kilometer. Avrinningsområdet består mestadels av skog (86 procent). Avrinningsområdet har 0,12 kvadratkilometer vattenytor vilket ger det en sjöprocent på 7 procent.